# Orazio Vecchi
Orazio Vecchi, także Horatio (Tiberio) Vecchi (ochrzczony 6 grudnia 1550 w Modenie, zm. 19 lutego 1605 tamże) – włoski kompozytor.

## Życiorys
Uzyskał wykształcenie religijne przy benedyktyńskim klasztorze S. Pietro w Modenie, uczył się też muzyki u serwity Salvatore Essengi, następnie przyjął święcenia kapłańskie. W latach 1581–1584 był kapelmistrzem katedry w Salò, następnie sprawował analogiczną funkcję w Reggio Emilia i Correggio (1586). W 1591 roku został archidiakonem. W 1593 roku wrócił do Modeny, gdzie objął urząd kapelmistrza w tamtejszej katedrze, kierował też zespołami bractw działających przy kościołach S. Maria i S. Pietro. W 1598 roku został maestro di corte na dworze księcia Cezara d’Este.
Współpracował wraz z Lodovico Balbim przy opracowaniu nowej wersji chorałowej Graduale Romanum (wyd. 1591).

## Twórczość
Największą popularność za życia przyniosło mu 6 zbiorów canzonett – krótkich piosenek zwrotkowych, niekiedy z refrenem, nawiązujących do tradycji villanelli i neapolitańskiej canzonetty. Ich treścią jest humorystycznie potraktowana miłość, spełniona lub nie, z satyrycznymi aluzjami do popularnych madrygałów lub o charakterze cynicznym i sentymentalnym. Vecchi przypuszczalnie był autorem tekstu do wielu z nich. Największe znaczenie posiada jego „commedia harmonica” pod tytułem L’Amfiparnasso, wystawiona w Modenie w 1594 roku i wydana drukiem w Wenecji w 1597 roku, rodzaj farsy muzycznej w stylu madrygałowym, przeznaczonej na 4–5 głosów. Utwór ten określany był niekiedy mianem komedii madrygałowej, w rzeczywistości jednak nie był przeznaczony do wystawiania na deskach teatralnych i ma odmienny charakter niż Dafne Periego, nie można go więc łączyć z dziełami, które dały początek operze. Sztuka ta była przeznaczona raczej do wykonywania w salonach lub na placach miejskich w ramach teatru wyobraźni, a jej postacie nie są związane z konkretnymi głosami i ich liczbą.
Ponadto był autorem Dialoghi dacantarsiet concertarsi conognisorte di stromenti na 7–8 głosów (1608) oraz dzieł religijnych, m.in. Lamentationes cum 4 paribus vocibus (1587) i Hymni qui per totum annum in Ecclesia Romana concinuntur na 4 głosy (1604).